# Copa Pachuca
El Torneo Cuna del fútbol también llamado Copa Pachuca es un torneo de preparación Primera División de México, la Copa Pachuca siempre se juega en el Estadio del Pachuca el cual es el Estadio Hidalgo, su máximo campeón es el Pachuca, que ha alzado la copa en 6 ocasiones, el Torneo Cuna del fútbol es la Pretemporada de mayor importancia en México.

## Formato de Copa
La Copa Pachuca es un torneo rápido de la preparación donde cada equipo participante realiza dos juegos. El torneo comienza en las semifinales donde se juega a partido único. Los dos equipos que ganan su primer partido juegan la final. Los otros dos equipos que pierden su primer juego deben jugar por el tercer puesto. Todos los juegos se tratan como partidos de eliminatoria. En caso de un empate, los dos equipos irán directamente a penales para definir al ganador.

## Resultados
| Año           | Final       | Final            | Final           |
| Año           | Ganador     | Marcador         | Subcampeón      |
| ------------- | ----------- | ---------------- | --------------- |
| 2014 Detalles | Pachuca     | 2 - 0            | Pumas UNAM      |
| 2013 Detalles | Pachuca     | 4 - 4 (9-8 pen.) | Club León       |
| 2012 Detalles | León        | 3 - 1            | Pachuca         |
| 2011 Detalles | Pachuca     | 2 - 2 (6-5 pen.) | Morelia         |
| 2009 Detalles | Pachuca     | 1 - 1 (5-4 pen.) | Atlante         |
| 2006 Detalles | Cruz Azul   | 5 - 2            | Pachuca         |
| 2005 Detalles | Atlante     | 4 - 2            | Cruz Azul       |
| 2004 Detalles | Pachuca     | 3 - 3 (5-4 pen.) | Toluca          |
| 2002 Detalles | Cruz Azul   | 1 - 1 (4-2 pen.) | Pachuca         |
| 2001 Detalles | Morelia     | 1 - 0            | Pachuca         |
| 2000 Detalles | Pachuca     | 1 - 0            | Cruz Azul       |
| 1999 Detalles | Guadalajara | 2 - 0            | Morelia         |
| 1998 Detalles | Cruz Azul   | 2 - 0            | Pachuca         |
| 1997 Detalles | Cruz Azul   | 1 - 0            | América         |
| 1997 Detalles | América     | 3 - 1            | Atlético Celaya |
| 1995 Detalles | América     | 4 - 1            | Saprissa        |
| 1994 Detalles | Pumas UNAM  | 3 - 2            | América         |

## Títulos por equipo
| Equipo      | Part. | Títulos | Subtítulos | Año Campeón                          | Año Subcampeón                 |
| ----------- | ----- | ------- | ---------- | ------------------------------------ | ------------------------------ |
| Pachuca     | 17    | 6       | 5          | (2000, 2004, 2009, 2011, 2013, 2014) | (1998, 2001, 2002, 2006, 2012) |
| Cruz Azul   | 7     | 5       | 2          | (1997, 1998, 2002, 2006, 2007)       | (2000, 2005)                   |
| Morelia     | 5     | 1       | 2          | (2001)                               | (1999, 2011)                   |
| Atlante     | 2     | 1       | 1          | (2005)                               | (2009)                         |
| León        | 2     | 1       | 1          | (2012)                               | (2013)                         |
| Pumas UNAM  | 2     | 1       | 1          | (1994)                               | (2014)                         |
| América     | 1     | 1       | 0          | (1995)                               |                                |
| Celaya      | 1     | 1       | 0          | (1997)                               |                                |
| Guadalajara | 1     | 1       | 0          | (1999)                               |                                |
| Toluca      | 1     | 0       | 1          |                                      | (2004)                         |